# الن وایتول
الن وایتول (انگلیسی: Allan Whitwell; ۵ مهٔ ۱۹۵۴ – ) قایقران روئینگ اهل بریتانیا بود.
وی در مسابقات کشوری و بین‌المللی در مجموع برندهٔ ۱ مدال طلا، ۱ مدال نقره، ۲ مدال برنز شده‌است.